# Michael Holm/Diskografie
Diese Diskografie ist eine Übersicht über die musikalischen Werke des deutschen Liedtexters, Komponisten, Musikproduzenten und Schlagersängers Michael Holm und seiner Pseudonyme wie Mike Holm sowie seiner diversen Bandprojekten wie The Blue Brothers (mit Drafi Deutscher), The Daisy Clan, The Hippies oder Mike & Joe (mit Joachim Heider), Die Missouris (mit Bert Berger), Peppermint (mit Ulla Miller) und Spinach (mit Giorgio Moroder).
Den Quellenangaben zufolge hat er bisher mehr als 15 Millionen Tonträger verkauft. Seine erfolgreichsten Veröffentlichungen sind die Nummer-eins-Singles Son of My Father und Tränen lügen nicht sowie der Millionenseller Mendocino. Mit dem Stück Son of My Father, welches eine englischsprachige Adoption seines eigenen Liedes Nachts scheint die Sonne ist, erreichte Holm als Autor durch die Interpretation von Chicory Tip die Chartspitze der britischen Charts, sowie weitere Chartplatzierungen in Deutschland und Österreich. Als Interpret erreichte Holm selbst mit der Single Tränen lügen nicht die Chartspitze. Die Single wurde zum Nummer-eins-Hit in Deutschland, platzierte sich in den Top 10 in Österreich sowie der Schweiz und erreichte in seiner englischsprachigen Version When a Child Is Born die US-amerikanischen Billboard Hot 100. Der Millionenseller Mendocino zählt nicht nur zu den meistverkauften Schlagern in Deutschland, sondern allgemein zu den meistverkauften Singles des Landes.

## Alben

### Studioalben
| Jahr | Titel Musiklabel Katalog-Nr. | Höchstplatzierung, Gesamtwochen/‑monate, AuszeichnungChartplatzierungen (Jahr, Titel, Musiklabel Katalog-Nr., Platzierungen, Wochen/Monate, Auszeichnungen, Anmerkungen) | Höchstplatzierung, Gesamtwochen/‑monate, AuszeichnungChartplatzierungen (Jahr, Titel, Musiklabel Katalog-Nr., Platzierungen, Wochen/Monate, Auszeichnungen, Anmerkungen) | Höchstplatzierung, Gesamtwochen/‑monate, AuszeichnungChartplatzierungen (Jahr, Titel, Musiklabel Katalog-Nr., Platzierungen, Wochen/Monate, Auszeichnungen, Anmerkungen) | Höchstplatzierung, Gesamtwochen/‑monate, AuszeichnungChartplatzierungen (Jahr, Titel, Musiklabel Katalog-Nr., Platzierungen, Wochen/Monate, Auszeichnungen, Anmerkungen) | Höchstplatzierung, Gesamtwochen/‑monate, AuszeichnungChartplatzierungen (Jahr, Titel, Musiklabel Katalog-Nr., Platzierungen, Wochen/Monate, Auszeichnungen, Anmerkungen) | Anmerkungen                                                |
| Jahr | Titel Musiklabel Katalog-Nr. | DE | AT | CH | UK | US | Anmerkungen                                                |
| ---- | --- | --- | --- | --- | --- | --- | ---------------------------------------------------------- |
| 1970 | Auf der Straße nach Mendocino auch bekannt als: Mendocino und Mademoiselle Ninette Ariola 80300 IT / S*R International 92505 / Ariola ARC 937 | — | — | — | — | — | Erstveröffentlichung: März 1970                            |
| 1971 | Michael Holm Ariola 85 664 IT | — | — | — | — | — | Erstveröffentlichung: 1971                                 |
| 1972 | Meine Songs Ariola 86490 IT | — | — | — | — | — | Erstveröffentlichung: 1972                                 |
| 1973 | Stories Ariola 87092 IT / Ariola ARC 965 | — | — | — | — | — | Erstveröffentlichung: 1973                                 |
| 1973 | Spinach 1. Canyon Y-1017 | — | — | — | — | — | Erstveröffentlichung: 1973 mit Giorgio Moroder als Spinach |
| 1975 | Tränen lügen nicht – Lieder zum Träumen Ariola 88464 IT                                                                                       | DE25 (4 Mt.)DE | — | — | — | — | Erstveröffentlichung: 1975                                 |
| 1975 | Wenn ein Mann ein Mädchen liebt Ariola 89175 IT                                                                                               | — | — | — | — | — | Erstveröffentlichung: 1975                                 |
| 1976 | Zwei Gesichter Ariola 28158 IT | — | — | — | — | — | Erstveröffentlichung: 1976                                 |
| 1978 | Poet der Straße Ariola 25250 IT / Ariola ARC 2014                                                                                             | — | — | — | — | — | Erstveröffentlichung: 1978                                 |
| 1978 | Labyrinth Ariola 26104 IT | — | — | — | — | — | Erstveröffentlichung: 1978                                 |
| 1979 | El Lute Ariola 201 034 | — | — | — | — | — | Erstveröffentlichung: 1979                                 |
| 1980 | Halt mich fest RCA PL 28411 | — | — | — | — | — | Erstveröffentlichung: 1980                                 |
| 1981 | Im Jahr der Liebe RCA PL 28471 | — | — | — | — | — | Erstveröffentlichung: 1981                                 |
| 2004 | Liebt euch! Koch Universal 06024 9868677 – DDD                                                                                                | — | — | — | — | — | Erstveröffentlichung: 8. November 2004                     |
| 2007 | Mal die Welt da-music CD 871920-2 | — | — | — | — | — | Erstveröffentlichung: 18. Mai 2007                         |
| 2010 | Holm 2011 da-music DA 8761082 | — | — | — | — | — | Erstveröffentlichung: 26. November 2010                    |
| 2017 | Als die alten Zeiten jung war’n da-music DA 877127-2                                                                                          | — | — | — | — | — | Erstveröffentlichung: 6. Oktober 2017                      |

grau schraffiert: keine Chartdaten aus diesem Jahr verfügbar

### Kompilationen
| Jahr | Titel Musiklabel Katalog-Nr.                                                 | Höchstplatzierung, Gesamtwochen/‑monate, AuszeichnungChartplatzierungen (Jahr, Titel, Musiklabel Katalog-Nr., Platzierungen, Wochen/Monate, Auszeichnungen, Anmerkungen) | Höchstplatzierung, Gesamtwochen/‑monate, AuszeichnungChartplatzierungen (Jahr, Titel, Musiklabel Katalog-Nr., Platzierungen, Wochen/Monate, Auszeichnungen, Anmerkungen) | Höchstplatzierung, Gesamtwochen/‑monate, AuszeichnungChartplatzierungen (Jahr, Titel, Musiklabel Katalog-Nr., Platzierungen, Wochen/Monate, Auszeichnungen, Anmerkungen) | Höchstplatzierung, Gesamtwochen/‑monate, AuszeichnungChartplatzierungen (Jahr, Titel, Musiklabel Katalog-Nr., Platzierungen, Wochen/Monate, Auszeichnungen, Anmerkungen) | Höchstplatzierung, Gesamtwochen/‑monate, AuszeichnungChartplatzierungen (Jahr, Titel, Musiklabel Katalog-Nr., Platzierungen, Wochen/Monate, Auszeichnungen, Anmerkungen) | Anmerkungen                                                       |
| Jahr | Titel Musiklabel Katalog-Nr.                                                 | DE | AT | CH | UK | US | Anmerkungen                                                       |
| ---- | ---------------------------------------------------------------------------- | --- | --- | --- | --- | --- | ----------------------------------------------------------------- |
| 1973 | Schlager-Rendezvous Ariola 87127 XBT                                         | — | — | — | — | — | Erstveröffentlichung: 1973                                        |
| 1974 | Alle Wünsche kann man nicht erfüllen Telefunken NT 878                       | — | — | — | — | — | Erstveröffentlichung: 1974                                        |
| 1974 | Seine großen Erfolge Ariola 88261 OT                                         | — | — | — | — | — | Erstveröffentlichung: 1974                                        |
| 1974 | Die großen Erfolge Ariola 28184-0                                            | DE11 (6 Mt.)DE | — | — | — | — | Erstveröffentlichung: 1974                                        |
| 1975 | I’ll Return Ariola ARL 17048                                                 | — | — | — | — | — | Erstveröffentlichung: 1975 nur in Südafrika veröffentlicht        |
| 1976 | Greatest Hits Ariola 27758 IT                                                | — | — | — | — | — | Erstveröffentlichung: 1976 nur in den Niederlanden veröffentlicht |
| 1977 | Die goldenen Super 20 Ariola 25209 / Ariola ARC 2012                         | — | — | — | — | — | Erstveröffentlichung: 1977 nur in Südafrika veröffentlicht        |
| 1977 | Portrait eines Stars Ariola Club-Sonderauflage 65 882 3 Stereo               | — | — | — | — | — | Erstveröffentlichung: 1977                                        |
| 1978 | Star-Diskothek Ariola 26231 XAT                                              | — | — | — | — | — | Erstveröffentlichung: 1978                                        |
| 1980 | Seine großen Erfolge Ariola Club Edition Stereo 30 661 3                     | — | — | — | — | — | Erstveröffentlichung: 1980                                        |
| 1982 | Das Star-Album Ariola 300 510                                                | — | — | — | — | — | Erstveröffentlichung: 1982                                        |
| 1990 | Das große deutsche Schlager-Archiv Sonocord 39775-2                          | — | — | — | — | — | Erstveröffentlichung: 1990 mit Heintje                            |
| 1991 | Star-Collection Ariola 295 952                                               | — | — | — | — | — | Erstveröffentlichung: 1991                                        |
| 1991 | Starportrait Laser Light Delta-Music 16005                                   | — | — | — | — | — | Erstveröffentlichung: 1991                                        |
| 1992 | Soweit die Füße tragen Karussell 849 103                                     | — | — | — | — | — | Erstveröffentlichung: 1992                                        |
| 1993 | Golden Stars – The Best Of Sonocord 792754                                   | — | — | — | — | — | Erstveröffentlichung: 1993                                        |
| 1994 | Große Erfolge Herzklang Sony Music 476582 2                                  | — | — | — | — | — | Erstveröffentlichung: 1994                                        |
| 1994 | Meine größten Erfolge Ariola 74321 20124 2                                   | — | — | — | — | — | Erstveröffentlichung: 2. Mai 1994                                 |
| 1994 | Mendocino Ariola 74321 19641 2                                               | — | — | — | — | — | Erstveröffentlichung: 7. Juni 1994                                |
| 1995 | Die Missouris – Die Singles 1961 bis 1964 Bear Family Records BCD 15820 – AH | — | — | — | — | — | Erstveröffentlichung: 1995 mit Bert Berger als Die Missouris      |
| 1995 | Die Singles 1961 bis 1965 Bear Family Records BCD 15821 – AH                 | — | — | — | — | — | Erstveröffentlichung: 1995                                        |
| 1995 | Alle Wünsche kann man nicht erfüllen Blue Chip Warner Music 551 469-2        | — | — | — | — | — | Erstveröffentlichung: 1995                                        |
| 1995 | Mein Gefühl für Dich MCP-Records Eurotrend 157.187                           | — | — | — | — | — | Erstveröffentlichung: 1995                                        |
| 1995 | Meine schönsten Erfolge Spectrum 849 103-2                                   | — | — | — | — | — | Erstveröffentlichung: 1995                                        |
| 1995 | Szene Star – Die großen Erfolge Spectrum 554 067-2                           | — | — | — | — | — | Erstveröffentlichung: 1995                                        |
| 1997 | Seine schönsten Lieder – Tränen lügen nicht BMG 74321 47877 2                | — | — | — | — | — | Erstveröffentlichung: 5. Mai 1997                                 |
| 1999 | Das Beste – Die Telefunken-Singles 1961 bis 1965 Telefunken 3984-24696-2     | — | — | — | — | — | Erstveröffentlichung: 1999                                        |
| 2000 | Golden Stars – The Best Of BMG Ariola 74321 732642                           | — | — | — | — | — | Erstveröffentlichung: 2000                                        |
| 2000 | Alle Wünsche kann man nicht erfüllen Kiosk Entertainment CBU 67215           | — | — | — | — | — | Erstveröffentlichung: 14. August 2000                             |
| 2000 | Seine großen Erfolge BMG Ariola 74321 78450-2                                | — | — | — | — | — | Erstveröffentlichung: 11. November 2000                           |
| 2002 | Wie der Sonnenschein Miller 74321 97099 2                                    | — | — | — | — | — | Erstveröffentlichung: 4. November 2002                            |
| 2007 | Hautnah – Die Geschichten meiner Stars Hansa 88697 030392                    | — | — | — | — | — | Erstveröffentlichung: 26. Januar 2007                             |
| 2009 | 40 Jahre ZDF-Hitparade: Michael Holm Ariola 88697 451232                     | — | — | — | — | — | Erstveröffentlichung: 20. Februar 2009                            |
| 2009 | Die Schlager Star-Parade: Michael Holm Koch Universal                        | — | — | — | — | — | Erstveröffentlichung: 9. Oktober 2009                             |
| 2012 | Balladen da-music DA 876305-2                                                | — | — | — | — | — | Erstveröffentlichung: 23. März 2012                               |
| 2012 | Best of Michael Holm – Tränen lügen nicht Weltbild                           | — | — | — | — | — | Erstveröffentlichung: 2012                                        |
| 2013 | 1000 Wege da-music                                                           | — | — | — | — | — | Erstveröffentlichung: 4. Oktober 2013                             |
| 2013 | Best of Michael Holm Sony Music 88883773392                                  | — | — | — | — | — | Erstveröffentlichung: 4. Oktober 2013                             |
| 2016 | Einer denkt immer an Dich Delta 16310                                        | — | — | — | — | — | Erstveröffentlichung: 4. Oktober 2016                             |
| 2017 | My Star da-music DA 877098-2                                                 | — | — | — | — | — | Erstveröffentlichung: 23. Juni 2017                               |
| 2019 | Typisch Michael da-music 877356-2                                            | — | — | — | — | — | Erstveröffentlichung: 13. September 2019                          |
| 2023 | Holm 80 Electrola 060245575487                                               | DE56 (1 Wo.)DE | — | — | — | — | Erstveröffentlichung: 21. Juli 2023                               |

grau schraffiert: keine Chartdaten aus diesem Jahr verfügbar

### Soundtracks
| Jahr | Titel Musiklabel Katalog-Nr.                                              | Anmerkungen                                            |
| ---- | ------------------------------------------------------------------------- | ------------------------------------------------------ |
| 1969 | Regina Maris Metronome KMLP 306                                           | Erstveröffentlichung: 1969 mit Joachim Heider          |
| 2001 | Mark of the Devil – Hexen bis aufs Blut gequält Diggler Records – DIG 001 | Erstveröffentlichung: 2001 Verkäufe: 1.000 (limitiert) |

### EPs
| Jahr | Titel Musiklabel Katalog-Nr.     | Anmerkungen                                                                        |
| ---- | -------------------------------- | ---------------------------------------------------------------------------------- |
| 1962 | Tiger Twist Telefunken BT 8056-P | Erstveröffentlichung: 1962 mit Bert Berger als Die Missouris; EP mit den Waikiki’s |

## Singles

### Als Leadmusiker
| Jahr | Titel Album                                                                                                   | Höchstplatzierung, Gesamtwochen/‑monate, AuszeichnungChartplatzierungen (Jahr, Titel, Album, Platzierungen, Wochen/Monate, Auszeichnungen, Anmerkungen) | Höchstplatzierung, Gesamtwochen/‑monate, AuszeichnungChartplatzierungen (Jahr, Titel, Album, Platzierungen, Wochen/Monate, Auszeichnungen, Anmerkungen) | Höchstplatzierung, Gesamtwochen/‑monate, AuszeichnungChartplatzierungen (Jahr, Titel, Album, Platzierungen, Wochen/Monate, Auszeichnungen, Anmerkungen) | Höchstplatzierung, Gesamtwochen/‑monate, AuszeichnungChartplatzierungen (Jahr, Titel, Album, Platzierungen, Wochen/Monate, Auszeichnungen, Anmerkungen) | Höchstplatzierung, Gesamtwochen/‑monate, AuszeichnungChartplatzierungen (Jahr, Titel, Album, Platzierungen, Wochen/Monate, Auszeichnungen, Anmerkungen) | Anmerkungen |
| Jahr | Titel Album                                                                                                   | DE | AT | CH | UK | US | Anmerkungen |
| ---- | --- | --- | --- | --- | --- | --- | --- |
| 1961 | Texas-Jimmy Die Missouris – Die Singles 1961 bis 1964                                                         | DE44 (1 Mt.)DE | — | — | — | — | Erstveröffentlichung: 1961 mit Bert Berger als Die Missouris |
| 1961 | Ich will dich immer wieder küssen Die Missouris – Die Singles 1961 bis 1964                                   | — | — | — | — | — | Erstveröffentlichung: 1961 mit Bert Berger als Die Missouris |
| 1961 | Das Lied von der Liebe (Wild in the Country) Das Beste – Die Telefunken-Singles 1961 bis 1965                 | — | — | — | — | — | Erstveröffentlichung: 1961 |
| 1961 | Bald wirst du wieder glücklich Das Beste – Die Telefunken-Singles 1961 bis 1965                               | — | — | — | — | — | Erstveröffentlichung: Dezember 1961 |
| 1962 | Gitarren spielt auf! Die Missouris – Die Singles 1961 bis 1964                                                | — | — | — | — | — | Erstveröffentlichung: 1962 mit Bert Berger als Die Missouris |
| 1962 | Happy Birthday, Josefin (Happy Birthday, Sweet Sixteen) Das Beste – Die Telefunken-Singles 1961 bis 1965      | — | — | — | — | — | Erstveröffentlichung: 1962 |
| 1962 | Lauter schöne Worte Alle Wünsche kann man nicht erfüllen                                                      | DE46 (1 Mt.)DE | — | — | — | — | Erstveröffentlichung: Juli 1962 |
| 1962 | Golden Hill (… und die Sonne brannte heiß) Die Missouris – Die Singles 1961 bis 1964                          | — | — | — | — | — | Erstveröffentlichung: 1962 mit Bert Berger als Die Missouris |
| 1962 | Die junge Liebe ist süß (Just Tell Her Jim Said Hello) Alle Wünsche kann man nicht erfüllen                   | — | — | — | — | — | Erstveröffentlichung: 1962 |
| 1962 | Sag’ mir nie Goodbye –                                                                                        | — | — | — | — | — | Erstveröffentlichung: 1962 |
| 1962 | Kannst du tanzen Alle Wünsche kann man nicht erfüllen                                                         | — | — | — | — | — | Erstveröffentlichung: 1962 mit Susie Becker |
| 1963 | Baby Doll (Baby-Face) Das Beste – Die Telefunken-Singles 1961 bis 1965                                        | — | — | — | — | — | Erstveröffentlichung: 1963 |
| 1963 | Hello Boys (Sie ist arm, er ist reich) Die Missouris – Die Singles 1961 bis 1964                              | — | — | — | — | — | Erstveröffentlichung: 1963 mit Bert Berger als Die Missouris |
| 1963 | Der King Tiger Twist / Die Missouris – Die Singles 1961 bis 1964                                              | DE29 (2 Mt.)DE | — | — | — | — | Erstveröffentlichung: 1963 mit Bert Berger als Die Missouris |
| 1963 | Alles Geld dieser Welt Alle Wünsche kann man nicht erfüllen                                                   | — | — | — | — | — | Erstveröffentlichung: 1963 |
| 1963 | Komm in das Tal am Colorado Die Missouris – Die Singles 1961 bis 1964                                         | — | — | — | — | — | Erstveröffentlichung: September 1963 mit Bert Berger als Die Missouris                                                                                               |
| 1963 | Das muß die Liebe sein Alle Wünsche kann man nicht erfüllen                                                   | — | — | — | — | — | Erstveröffentlichung: Oktober 1963 |
| 1964 | Komm, wir schau’n noch mal zu Jonny rein Die Missouris – Die Singles 1961 bis 1964                            | — | — | — | — | — | Erstveröffentlichung: Januar 1964 mit Bert Berger als Die Missouris                                                                                                  |
| 1964 | Das kannst du mir nicht verbieten Alle Wünsche kann man nicht erfüllen                                        | — | — | — | — | — | Erstveröffentlichung: Februar 1964 Original: Kenny Lynch – You Can Never Stop Me Loving You                                                                          |
| 1964 | Ciribiribin –                                                                                                 | — | — | — | — | — | Erstveröffentlichung: April 1964 |
| 1964 | Blue Beat Baby Die 6 Superschlager (Sampler)                                                                  | — | — | — | — | — | Erstveröffentlichung: 1964 mit Joachim Heider als Mike & Joe |
| 1964 | Wie geht’s –                                                                                                  | — | — | — | — | — | Erstveröffentlichung: Mai 1964 mit Joachim Heider als Mike & Joe & Die Rebel Guys                                                                                    |
| 1964 | Es liegt nur an dir Das Beste – Die Telefunken-Singles 1961 bis 1965                                          | — | — | — | — | — | Erstveröffentlichung: 1964 |
| 1965 | Alle Wünsche kann man nicht erfüllen                                                                          | DE16 (2½ Mt.)DE | — | — | — | — | Erstveröffentlichung: Januar 1965 |
| 1965 | Clap Hands Polka Der Schlagercocktail (Sampler)                                                               | — | — | — | — | — | Erstveröffentlichung: März 1965 mit Joachim Heider als Mike & Joe |
| 1965 | Summer in Hawaii –                                                                                            | — | — | — | — | — | Erstveröffentlichung: August 1965 mit Drafi Deutscher als The Blue Brothers                                                                                          |
| 1965 | Das kann doch nicht das Ende sein Alle Wünsche kann man nicht erfüllen                                        | — | — | — | — | — | Erstveröffentlichung: August 1965 |
| 1966 | Ich kann dich nicht vergessen / Heimweh –                                                                     | — | — | — | — | — | Erstveröffentlichung: Februar 1966 |
| 1966 | Es kam wie der Blitz Wie der Sonnenschein                                                                     | — | — | — | — | — | Erstveröffentlichung: November 1966 |
| 1967 | Hippy Hippy –                                                                                                 | — | — | — | — | — | Erstveröffentlichung: 1967 mit Joachim Heider als The Hippies |
| 1967 | S.O.S. – Herz in Not Wie der Sonnenschein                                                                     | — | — | — | — | — | Erstveröffentlichung: Mai 1967 |
| 1967 | 1000 Volt Opera (Sampler)                                                                                     | — | — | — | — | — | Erstveröffentlichung: November 1967 |
| 1968 | Top Secret! –                                                                                                 | — | — | — | — | — | Erstveröffentlichung: März 1968 |
| 1968 | Regenprinzessin –                                                                                             | — | — | — | — | — | Erstveröffentlichung: Dezember 1968 |
| 1968 | Eine Sommernacht –                                                                                            | — | — | — | — | — | Erstveröffentlichung: Dezember 1968 |
| 1968 | Muny, Muny, Muny –                                                                                            | DE27 (3½ Mt.)DE | — | — | — | — | Erstveröffentlichung: Dezember 1968 mit Alfie Khan als The Daisy Clan                                                                                                |
| 1968 | Billy Vanilly –                                                                                               | — | — | — | — | — | Erstveröffentlichung: 1968 mit Alfie Khan als The Daisy Clan |
| 1968 | Mr. Walkie Talkie –                                                                                           | — | — | — | — | — | Erstveröffentlichung: 1968 mit Alfie Khan als The Daisy Clan |
| 1969 | Bonnie Bonnie Bonnie –                                                                                        | — | — | — | — | — | Erstveröffentlichung: 1969 mit Alfie Khan als The Daisy Clan |
| 1969 | Mendocino Auf der Straße nach Mendocino                                                                       | DE3 Gold · (8½ Mt.)DE | AT11 (5 Mt.)AT | — | — | — | Erstveröffentlichung: Juni 1969 Verkäufe: + 1.000.000; Original: Sir Douglas Quintet                                                                                 |
| 1970 | Love Needs Love –                                                                                             | — | — | — | — | — | Erstveröffentlichung: 1970 mit Alfie Khan als The Daisy Clan |
| 1970 | Barfuß im Regen Auf der Straße nach Mendocino                                                                 | DE6 (4½ Mt.)DE | — | — | — | — | Erstveröffentlichung: Januar 1970 |
| 1970 | Wie der Sonnenschein (Shalala Oh Oh) Die großen Erfolge                                                       | DE9 (5 Mt.)DE | — | — | — | — | Erstveröffentlichung: Oktober 1970 Original: Sheila |
| 1970 | America-America Spinach 1.                                                                                    | — | — | — | — | — | Erstveröffentlichung: November 1970 mit Giorgio Moroder als Spinach                                                                                                  |
| 1971 | San Francisco China Town –                                                                                    | — | — | — | — | — | Erstveröffentlichung: 1971 mit Alfie Khan als The Daisy Clan |
| 1971 | Ein verrückter Tag Die großen Erfolge                                                                         | DE6 (17 Wo.)DE | — | — | — | — | Erstveröffentlichung: März 1971 |
| 1971 | That’s Right –                                                                                                | — | — | — | — | — | Erstveröffentlichung: April 1971 |
| 1971 | Action Man Spinach 1.                                                                                         | — | — | — | — | — | Erstveröffentlichung: Mai 1971 mit Giorgio Moroder als Spinach |
| 1971 | Nachts scheint die Sonne Michael Holm                                                                         | DE29 (5 Wo.)DE | — | — | — | — | Erstveröffentlichung: September 1971 |
| 1971 | Du weinst um mich (I Will Return) I Will Return / Die großen Erfolge                                          | DE17 (17 Wo.)DE | — | — | — | — | Erstveröffentlichung: Dezember 1971 Original: Phil Cordell |
| 1971 | (Sweet Sixteen) You Know What I Mean Spinach 1.                                                               | — | — | — | — | — | Erstveröffentlichung: 1971 mit Giorgio Moroder als Spinach |
| 1972 | Das geht vorüber Stars & Schlager (Sampler)                                                                   | — | — | — | — | — | Erstveröffentlichung: 1972 mit Alfie Khan als The Daisy Clan |
| 1972 | Let It Happen Tonight How Do You Do & andere Hits (Sampler)                                                   | — | — | — | — | — | Erstveröffentlichung: 1972 mit Alfie Khan als The Daisy Clan |
| 1972 | Es ist schön, bei Dir zu Sein (Nice to Be with You) Meine Songs                                               | DE22 (13 Wo.)DE | — | — | — | — | Erstveröffentlichung: Mai 1972, Original: Gallery |
| 1972 | Oh, oh July Meine Songs                                                                                       | DE25 (8 Wo.)DE | — | — | — | — | Erstveröffentlichung: August 1972, Original: Los Diablos |
| 1972 | Gimme Gimme Your Love Meine Songs                                                                             | DE36 (3 Wo.)DE | — | — | — | — | Erstveröffentlichung: August 1972 (DE-Version) Erstveröffentlichung: September 1972 (EN-Version) EN-Version als Mike Holm                                            |
| 1972 | Halte fest, den der dich liebt Meine Songs                                                                    | — | — | — | — | — | Erstveröffentlichung: Dezember 1972 |
| 1973 | My Lady of Spain / Mi dama de España (spanische Version) Die großen Erfolge                                   | DE11 (19 Wo.)DE | — | — | — | — | Erstveröffentlichung: April 1973 (EN-Version) Erstveröffentlichung: Januar 1974 (ES-Version) Original: The Classics                                                  |
| 1973 | Baby, Du bist nicht alleine (I’d Love You to Want Me) Stories                                                 | DE19 (18 Wo.)DE | — | — | — | — | Erstveröffentlichung: September 1973 Original: Lobo |
| 1973 | I’d Love You to Want Me Seine großen Erfolge                                                                  | — | — | — | — | — | Erstveröffentlichung: November 1973 |
| 1973 | Other Way Round I’ll Return                                                                                   | — | — | — | — | — | Erstveröffentlichung: November 1973 |
| 1974 | Nur ein Kuss, Maddalena Die großen Erfolge                                                                    | DE17 (20 Wo.)DE | — | — | — | — | Erstveröffentlichung: März 1974 |
| 1974 | Tränen lügen nicht / When a Child Is Born (englischsprachige Version) Tränen lügen nicht – Lieder zum Träumen | DE1 Gold · (29 Wo.)DE | AT2 (5 Mt.)AT | CH4 (7 Wo.)CH | — | US53 (7 Wo.)US | Erstveröffentlichung: September 1974 (DE-Version) Erstveröffentlichung: November 1974 (EN-Version) Verkäufe: + 500.000 Original: Daniel Sentacruz Ensemble – Soleado |
| 1974 | Soleado Greatest Hits                                                                                         | — | — | — | — | — | Erstveröffentlichung: Dezember 1974 Original: Daniel Sentacruz Ensemble                                                                                              |
| 1975 | Kiss Me, Kiss Your Baby –                                                                                     | — | — | — | — | — | Erstveröffentlichung: 1975 Original: Brotherhood of Man mit Ulla Miller als Peppermint                                                                               |
| 1975 | El Matador El Lute                                                                                            | DE28 (12 Wo.)DE | — | — | — | — | Erstveröffentlichung: März 1975 |
| 1975 | Wart’ auf mich (Du, wenn ich Dich verlier’) Wenn ein Mann ein Mädchen liebt                                   | DE4 (22 Wo.)DE | — | CH7 (6 Wo.)CH | — | — | Erstveröffentlichung: September 1975 Original: I Santo California |
| 1976 | Lady Love Zwei Gesichter                                                                                      | DE39 (6 Wo.)DE | — | — | — | — | Erstveröffentlichung: Februar 1976 |
| 1976 | Laß dein Herz doch frei Die goldenen Super 20                                                                 | DE41 (1 Wo.)DE | — | — | — | — | Erstveröffentlichung: Mai 1976 |
| 1976 | Wenn Dein Herz spricht Zwei Gesichter                                                                         | DE44 (2 Wo.)DE | — | — | — | — | Erstveröffentlichung: September 1976 |
| 1977 | Desperado Poet der Straße                                                                                     | DE40 (3 Wo.)DE | — | — | — | — | Erstveröffentlichung: Februar 1977 |
| 1977 | Colorado (Desperado) Die goldenen Super 20                                                                    | — | — | — | — | — | Erstveröffentlichung: Mai 1977 |
| 1977 | Mußt Du jetzt gerade gehen, Lucille? Poet der Straße                                                          | DE4 (29 Wo.)DE | AT12 (1 Mt.)AT | CH8 (7 Wo.)CH | — | — | Erstveröffentlichung: Juni 1977 Original: Kenny Rogers – Lucille |
| 1978 | Zuviel Rauch in diesem Raum Poet der Straße                                                                   | — | — | — | — | — | Erstveröffentlichung: Februar 1978 |
| 1978 | Allein mit Dir Poet der Straße                                                                                | DE30 (9 Wo.)DE | — | — | — | — | Erstveröffentlichung: Februar 1978 |
| 1978 | Traum-Hotel Labyrinth                                                                                         | — | — | — | — | — | Erstveröffentlichung: Juni 1978 |
| 1978 | Saudade Labyrinth                                                                                             | — | — | — | — | — | Erstveröffentlichung: Oktober 1978 |
| 1979 | Ich weiß, du denkst, ich bin ein schlechter Mensch El Lute                                                    | — | — | — | — | — | Erstveröffentlichung: Januar 1979 |
| 1979 | Wenn die Zukunft beginnt Seine großen Erfolge                                                                 | — | — | — | — | — | Erstveröffentlichung: April 1979 Original: Dire Straits |
| 1979 | El Lute | DE11 (21 Wo.)DE | — | — | — | — | Erstveröffentlichung: September 1979 Original: Boney M. |
| 1980 | Kind Halt mich fest                                                                                           | DE69 (2 Wo.)DE | — | — | — | — | Erstveröffentlichung: Mai 1980 Original: Freddie Aguilar – Anak |
| 1980 | Leb’ wohl Halt mich fest                                                                                      | DE15 (15 Wo.)DE | — | — | — | — | Erstveröffentlichung: Oktober 1980 |
| 1981 | Liebe braucht Nähe Im Jahr der Liebe                                                                          | — | — | — | — | — | Erstveröffentlichung: 1981 |
| 1981 | Fällt der Vorhang für uns zwei –                                                                              | — | — | — | — | — | Erstveröffentlichung: 1981 |
| 1981 | So weit die Füße tragen Hitbox (Sampler)                                                                      | DE52 (7 Wo.)DE | — | — | — | — | Erstveröffentlichung: März 1981 |
| 1982 | Mit 17 fängt das Leben erst an –                                                                              | — | — | — | — | — | Erstveröffentlichung: 1982 |
| 1984 | Einsamkeit danach –                                                                                           | — | — | — | — | — | Erstveröffentlichung: 1984 |
| 1987 | Insel im Strom Seine großen Erfolge                                                                           | — | — | — | — | — | Erstveröffentlichung: 1987 Original: Gerry Rafferty |
| 1991 | Elektrisiert Coconuts – Die Deutsche (Sampler)                                                                | — | — | — | — | — | Erstveröffentlichung: 30. August 1991 |
| 2001 | Maddalena 2001 (Du Luder!) Freunde                                                                            | DE55 (5 Wo.)DE | — | — | — | — | Erstveröffentlichung: 27. August 2001 mit Olaf Henning |
| 2005 | Liebt euch!                                                                                                   | — | — | — | — | — | Erstveröffentlichung: 13. Juni 2005 |
| 2010 | Schwarz-Rot-Gold Holm 2011                                                                                    | — | — | — | — | — | Erstveröffentlichung: 7. Mai 2010 |
| 2010 | Tausend Lügen Holm 2011                                                                                       | — | — | — | — | — | Erstveröffentlichung: 24. September 2010 |
| 2012 | Wie viele Sommer noch? 1.000 Wege                                                                             | — | — | — | — | — | Erstveröffentlichung: 15. Juni 2012 |
| 2012 | Zärtlichkeit 1.000 Wege                                                                                       | — | — | — | — | — | Erstveröffentlichung: 21. Dezember 2012 |
| 2013 | 1.000 Wege | — | — | — | — | — | Erstveröffentlichung: 28. Juni 2013 |
| 2014 | Meine Augen sind noch blau Die neue Hitparade – Folge 11 (Sampler)                                            | — | — | — | — | — | Erstveröffentlichung: 13. Juni 2014 |
| 2015 | Das Leben kann so einfach sein –                                                                              | — | — | — | — | — | Erstveröffentlichung: 6. März 2015 |
| 2016 | Frauen sind noch schöner Als die alten Zeiten jung war’n                                                      | — | — | — | — | — | Erstveröffentlichung: 26. Februar 2016 |
| 2017 | Wer die Musik nicht liebt Als die alten Zeiten jung war’n                                                     | — | — | — | — | — | Erstveröffentlichung: 12. Mai 2017 |
| 2018 | Der Mann im Mond Als die alten Zeiten jung war’n                                                              | — | — | — | — | — | Erstveröffentlichung: 22. Juni 2018 |
| 2023 | Hitmix Das Original                                                                                           | — | — | — | — | — | Erstveröffentlichung: 16. Juni 2023 |

grau schraffiert: keine Chartdaten aus diesem Jahr verfügbar

### Als Gastmusiker
| Jahr | Titel Album                   | Anmerkungen                                                       |
| ---- | ----------------------------- | ----------------------------------------------------------------- |
| 2018 | Schick ein Lied um die Welt – | Erstveröffentlichung: 27. Juli 2018 als Teil der Schlagerlegenden |

## Autorenbeteiligungen und Produktionen
Michael Holm als Autor und Produzent in den Charts

| Jahr | Titel Interpretation                                                                        | Höchstplatzierung, Gesamtwochen/‑monate, AuszeichnungChartplatzierungen (Jahr, Titel, Interpretation, Platzierungen, Wochen/Monate, Auszeichnungen, Anmerkungen) | Höchstplatzierung, Gesamtwochen/‑monate, AuszeichnungChartplatzierungen (Jahr, Titel, Interpretation, Platzierungen, Wochen/Monate, Auszeichnungen, Anmerkungen) | Höchstplatzierung, Gesamtwochen/‑monate, AuszeichnungChartplatzierungen (Jahr, Titel, Interpretation, Platzierungen, Wochen/Monate, Auszeichnungen, Anmerkungen) | Höchstplatzierung, Gesamtwochen/‑monate, AuszeichnungChartplatzierungen (Jahr, Titel, Interpretation, Platzierungen, Wochen/Monate, Auszeichnungen, Anmerkungen) | Höchstplatzierung, Gesamtwochen/‑monate, AuszeichnungChartplatzierungen (Jahr, Titel, Interpretation, Platzierungen, Wochen/Monate, Auszeichnungen, Anmerkungen) | Anmerkungen |
| Jahr | Titel Interpretation                                                                        | DE | AT | CH | UK | US | Anmerkungen |
| ---- | ------------------------------------------------------------------------------------------- | --- | --- | --- | --- | --- | --- |
| 1967 | Ich sprenge alle Ketten A Ricky Shayne                                                      | DE20 (1½ Mt.)DE | AT9 (1 Mt.)AT | — | — | — | Erstveröffentlichung: April 1967 |
| 1967 | Sommerblau A Rex Gildo                                                                      | DE22 (1½ Mt.)DE | — | — | — | — | Erstveröffentlichung: Juli 1967 |
| 1967 | Bleib doch stehn A Anna-Lena                                                                | DE37 (½ Mt.)DE | AT15 (3 Mt.)AT | — | — | — | Erstveröffentlichung: Oktober 1967 |
| 1968 | Carneval in Caracas A Siw Malmkvist                                                         | DE35 (1 Mt.)DE | — | — | — | — | Erstveröffentlichung: Januar 1968 |
| 1968 | Dein Glück ist mein Glück A Anna-Lena                                                       | DE30 (½ Mt.)DE | AT20 (1 Mt.)AT | — | — | — | Erstveröffentlichung: April 1968 |
| 1968 | Susanna A Erik Silvester                                                                    | DE17 (3½ Mt.)DE | — | — | — | — | Erstveröffentlichung: Juli 1968 |
| 1968 | Oh lala, sie hat rotes Haar A Erik Silvester                                                | DE39 (1 Mt.)DE | — | — | — | — | Erstveröffentlichung: November 1968 |
| 1968 | Dondolo A Rex Gildo                                                                         | DE10 (3½ Mt.)DE | — | — | — | — | Erstveröffentlichung: Dezember 1968 |
| 1968 | Muny, Muny, Muny A The Daisy Clan                                                           | DE27 (3½ Mt.)DE | — | — | — | — | Erstveröffentlichung: Dezember 1968 |
| 1968 | Rot ist die Liebe A Anna-Lena                                                               | DE36 (½ Mt.)DE | AT17 (1 Mt.)AT | — | — | — | Erstveröffentlichung: Dezember 1968 |
| 1969 | Ich geb’ mir selbst ’ne Party A Howard Carpendale                                           | DE15 (1½ Mt.)DE | — | — | — | — | Erstveröffentlichung: April 1969 |
| 1969 | Ich seh’ die Mädchen gern vorübergehn A Erik Silvester                                      | DE16 (1½ Mt.)DE | — | — | — | — | Erstveröffentlichung: Mai 1969 |
| 1969 | Mendocino A Michael Holm                                                                    | DE3 Gold · (8½ Mt.)DE | AT11 (5 Mt.)AT | — | — | — | Erstveröffentlichung: Juni 1969 Verkäufe: + 1.000.000; Original: Sir Douglas Quintet                                                                                 |
| 1969 | Schließ deine Augen und schau in mein Herz A Bata Illic                                     | DE23 (2 Mt.)DE | — | — | — | — | Erstveröffentlichung: Juni 1969 |
| 1969 | Als ich noch ein Junge war (Das gehört zu mir) A Freddy                                     | DE30 (½ Mt.)DE | — | — | — | — | Erstveröffentlichung: 31. August 1969 |
| 1969 | Indianapolis A Howard Carpendale                                                            | DE34 (1½ Mt.)DE | — | — | — | — | Erstveröffentlichung: Oktober 1969 |
| 1969 | Schuhe, so schwer wie Stein A Bata Illic                                                    | DE35 (½ Mt.)DE | — | — | — | — | Erstveröffentlichung: Dezember 1969 |
| 1970 | Barfuß im Regen A, P Michael Holm                                                           | DE6 (4½ Mt.)DE | — | — | — | — | Erstveröffentlichung: Januar 1970 |
| 1970 | Bleib nicht einsam heut’ nacht A, P Erik Silvester                                          | DE30 (1 Mt.)DE | — | — | — | — | Erstveröffentlichung: April 1970 |
| 1970 | Arizona Man P Mary Roos                                                                     | DE9 (4½ Mt.)DE | — | — | — | — | Erstveröffentlichung: April 1970 |
| 1970 | Cecilia A, P Martin Mann                                                                    | DE38 (½ Mt.)DE | — | — | — | — | Erstveröffentlichung: Juni 1970 |
| 1970 | Skandal um Rosi A Erik Silvester                                                            | DE30 (6 Wo.)DE | — | — | — | — | Erstveröffentlichung: September 1970 |
| 1970 | Am Anfang war die Liebe A, P Mary Roos                                                      | DE36 (2 Wo.)DE | — | — | — | — | Erstveröffentlichung: November 1970 |
| 1971 | Ein verrückter Tag A Michael Holm                                                           | DE6 (17 Wo.)DE | — | — | — | — | Erstveröffentlichung: März 1971 |
| 1971 | Judy, I Love You A Bata Illic                                                               | DE9 (22 Wo.)DE | — | — | — | — | Erstveröffentlichung: März 1971 |
| 1971 | Der schwarze Mann auf dem Dach A Manuela                                                    | DE30 (5 Wo.)DE | — | — | — | — | Erstveröffentlichung: April 1971 |
| 1971 | Meilenweit A Martin Mann                                                                    | DE8 (18 Wo.)DE | — | — | — | — | Erstveröffentlichung: April 1971 |
| 1971 | Ich kenn’ ein Girl am Zuckerhut A Erik Silvester                                            | DE44 (6 Wo.)DE | — | — | — | — | Erstveröffentlichung: Juni 1971 |
| 1971 | Sing, wenn Du glücklich bist A Peggy March                                                  | DE35 (4 Wo.)DE | — | — | — | — | Erstveröffentlichung: Juni 1971 |
| 1971 | California Nacht A Mary Roos                                                                | DE39 (4 Wo.)DE | — | — | — | — | Erstveröffentlichung: August 1971 |
| 1971 | Nachts scheint die Sonne A Michael Holm                                                     | DE29 (5 Wo.)DE | — | — | — | — | Erstveröffentlichung: September 1971 Original: Michael Holm |
| 1971 | Son of My Father A Giorgio                                                                  | DE47 (2 Wo.)DE | — | — | — | US46 (8 Wo.)US | Erstveröffentlichung: September 1971 Original: Michael Holm – Nachts scheint die Sonne                                                                               |
| 1971 | Heut’ ist mir alles egal A, P Martin Mann                                                   | DE36 (6 Wo.)DE | — | — | — | — | Erstveröffentlichung: November 1971 |
| 1971 | Du weinst um mich (I Will Return) A, P Michael Holm                                         | DE17 (17 Wo.)DE | — | — | — | — | Erstveröffentlichung: Dezember 1971 Original: Phil Cordell |
| 1971 | Lieber dich und kein Geld P Ramona                                                          | DE34 (3 Wo.)DE | — | — | — | — | Erstveröffentlichung: Dezember 1971 |
| 1972 | Son of My Father A Chicory Tip                                                              | DE18 (9 Wo.)DE | — | — | UK1 (9 Wo.)UK | US91 (3 Wo.)US | Erstveröffentlichung: 14. Januar 1972 Original: Michael Holm – Nachts scheint die Sonne                                                                              |
| 1972 | Es ist schön, bei Dir zu Sein (Nice to Be with You) A, P Michael Holm                       | DE22 (13 Wo.)DE | — | — | — | — | Erstveröffentlichung: Mai 1972 Original: Gallery |
| 1972 | Es ist schwer, dich zu vergessen A, P Peggy March                                           | DE30 (2 Wo.)DE | — | — | — | — | Erstveröffentlichung: Mai 1972 |
| 1972 | Oh, oh July A, P Michael Holm                                                               | DE25 (8 Wo.)DE | — | — | — | — | Erstveröffentlichung: August 1972 Original: Los Diablos |
| 1972 | Gimme Gimme Your Love A, P Michael Holm / Mike Holm                                         | DE36 (3 Wo.)DE | — | — | — | — | Erstveröffentlichung: August 1972 (DE-Version) Erstveröffentlichung: September 1972 (EN-Version)                                                                     |
| 1972 | Fiesta Mexicana A Rex Gildo                                                                 | DE5 (29 Wo.)DE | — | — | — | — | Erstveröffentlichung: September 1972 |
| 1973 | Hey, Little Girl A Bata Illic                                                               | DE40 (3 Wo.)DE | — | — | — | — | Erstveröffentlichung: Februar 1973 |
| 1973 | My Lady of Spain A, P Michael Holm                                                          | DE11 (19 Wo.)DE | — | — | — | — | Erstveröffentlichung: April 1973 Original: The Classics |
| 1973 | Pedro (Mandolinen um Mitternacht) A Peter Alexander                                         | DE13 (17 Wo.)DE | AT4 (3 Mt.)AT | — | — | — | Erstveröffentlichung: April 1973 |
| 1973 | Baby, Du bist nicht alleine (I’d Love You to Want Me) A, P Michael Holm                     | DE19 (18 Wo.)DE | — | — | — | — | Erstveröffentlichung: September 1973 Original: Lobo |
| 1974 | Nur ein Kuss, Maddalena A, P Michael Holm                                                   | DE17 (20 Wo.)DE | — | — | — | — | Erstveröffentlichung: März 1974 |
| 1974 | Marie, der letzte Tanz ist nur für Dich A Rex Gildo                                         | DE6 (21 Wo.)DE | AT17 (2 Mt.)AT | — | — | — | Erstveröffentlichung: August 1974 |
| 1974 | Tränen lügen nicht A, P / When a Child Is Born A, P(englischsprachige Version) Michael Holm | DE1 Gold · (29 Wo.)DE | AT2 (5 Mt.)AT | CH4 (7 Wo.)CH | — | US53 (7 Wo.)US | Erstveröffentlichung: September 1974 (DE-Version) Erstveröffentlichung: November 1974 (EN-Version) Verkäufe: + 500.000 Original: Daniel Sentacruz Ensemble – Soleado |
| 1975 | Ein Lied kann eine Brücke sein A / A Bridge of Love A (englische Version) Joy Fleming       | DE32 (6 Wo.)DE | — | — | — | — | Erstveröffentlichung: Februar 1975 (DE-Version) Erstveröffentlichung: März 1975 (EN-Version)                                                                         |
| 1975 | El Matador A, P Michael Holm                                                                | DE28 (12 Wo.)DE | — | — | — | — | Erstveröffentlichung: März 1975 |
| 1975 | Wart’ auf mich (Du, wenn ich Dich verlier’) A, P Michael Holm                               | DE4 (22 Wo.)DE | — | CH7 (6 Wo.)CH | — | — | Erstveröffentlichung: September 1975 Original: I Santo California |
| 1976 | Lady Love A, P Michael Holm                                                                 | DE39 (6 Wo.)DE | — | — | — | — | Erstveröffentlichung: Februar 1976 |
| 1976 | Erna P Ede and The Pommesfritzes                                                            | DE38 (4 Wo.)DE | — | — | — | — | Erstveröffentlichung: Februar 1976 |
| 1976 | Ein Bild kann nicht lachen so wie Du A Peter Maffay                                         | DE25 (15 Wo.)DE | — | — | — | — | Erstveröffentlichung: April 1976 |
| 1976 | Laß dein Herz doch frei A, P Michael Holm                                                   | DE41 (1 Wo.)DE | — | — | — | — | Erstveröffentlichung: Mai 1976 |
| 1976 | Wenn Dein Herz spricht A, P Michael Holm                                                    | DE44 (2 Wo.)DE | — | — | — | — | Erstveröffentlichung: September 1976 |
| 1977 | Desperado A, P Michael Holm                                                                 | DE40 (3 Wo.)DE | — | — | — | — | Erstveröffentlichung: Februar 1977 |
| 1977 | Mußt Du jetzt gerade gehen, Lucille? A, P Michael Holm                                      | DE4 (29 Wo.)DE | AT12 (1 Mt.)AT | CH8 (7 Wo.)CH | — | — | Erstveröffentlichung: Juni 1977 Original: Kenny Rogers – Lucille |
| 1978 | Allein mit Dir A, P Michael Holm                                                            | DE30 (9 Wo.)DE | — | — | — | — | Erstveröffentlichung: Februar 1978 |
| 1979 | Easy Come, Easy Go P 2 plus 1                                                               | DE40 (6 Wo.)DE | — | — | — | — | Erstveröffentlichung: 1979 |
| 1980 | Kind A Michael Holm                                                                         | DE69 (2 Wo.)DE | — | — | — | — | Erstveröffentlichung: Mai 1980 Original: Freddie Aguilar – Anak |
| 1980 | Leb’ wohl A Michael Holm                                                                    | DE15 (15 Wo.)DE | — | — | — | — | Erstveröffentlichung: Oktober 1980 |
| 1981 | So weit die Füße tragen A Michael Holm                                                      | DE52 (7 Wo.)DE | — | — | — | — | Erstveröffentlichung: März 1981 |
| 1998 | Guildo hat euch lieb! P Guildo Horn & die orthopädischen Strümpfe                           | DE4 (16 Wo.)DE | AT37 (1 Wo.)AT | CH17 (4 Wo.)CH | — | — | Erstveröffentlichung: 2. März 1998 |
| 2001 | Maddalena 2001 (Du Luder!) A Henning & Holm                                                 | DE55 (5 Wo.)DE | — | — | — | — | Erstveröffentlichung: 27. August 2001 |

grau schraffiert: keine Chartdaten aus diesem Jahr verfügbar

## Sonderveröffentlichungen
| Jahr | Titel Album                        | Anmerkungen                                                     |
| ---- | ---------------------------------- | --------------------------------------------------------------- |
| 1998 | Baby, du bist nicht alleine Danke! | Erstveröffentlichung: 9. März 1998 Guildo Horn mit Michael Holm |

| Jahr | Titel Album                                   | Anmerkungen                                                   |
| ---- | --------------------------------------------- | ------------------------------------------------------------- |
| 2002 | Tränen lügen nicht Ballermann Hits Party 2003 | Erstveröffentlichung: 9. Dezember 2002 DMP feat. Michael Holm |

## Promoveröffentlichungen
| Jahr | Titel Album | Anmerkungen                                                                               |
| ---- | --- | ----------------------------------------------------------------------------------------- |
| 1975 | Gardenia Blue Wenn ein Mann ein Mädchen liebt                                                                       | Erstveröffentlichung: November 1975                                                       |
| 1976 | When a Child Is Born / Merry Christmas –                                                                            | Erstveröffentlichung: Dezember 1976                                                       |
| 1977 | Doppel Hit (Mendocino / Tränen lügen nicht) Auf der Straße nach Mendocino / Tränen lügen nicht – Lieder zum Träumen | Erstveröffentlichung: Februar 1977                                                        |
| 2011 | Keiner kennt meinen Namen –                                                                                         | Erstveröffentlichung: 13. September 2011 Original: Kitty Kat; Teilnahme bei Cover My Song |
| 2014 | Frieden fängt im Herzen an Als die alten Zeiten jung war’n                                                          | Erstveröffentlichung: 31. Oktober 2014 mit Christian Anders                               |
| 2015 | Mademoiselle Ninette 2015 –                                                                                         | Erstveröffentlichung: 8. Mai 2015 Fritz Monath feat. Michael Holm                         |

## Boxsets
| Jahr | Titel Musiklabel                                | Anmerkungen                             |
| ---- | ----------------------------------------------- | --------------------------------------- |
| 2005 | Tränen lügen nicht Ariola Express 82876 70903 2 | Erstveröffentlichung: 5. September 2005 |
| 2013 | Bild Schlager Stars Ariola 88883775762          | Erstveröffentlichung: 4. Oktober 2013   |
| 2023 | Das Original Sony 19658828042                   | Erstveröffentlichung: 7. Juli 2023      |

## Statistik

### Chartauswertung
|                     | DE    | AT    | CH    | UK    | US    |
| ------------------- | ----- | ----- | ----- | ----- | ----- |
| Nummer-eins-Alben   | DE—DE | AT—AT | CH—CH | UK—UK | US—US |
| Top-10-Alben        | DE—DE | AT—AT | CH—CH | UK—UK | US—US |
| Alben in den Charts | DE3DE | AT—AT | CH—CH | UK—UK | US—US |

|                       | DE     | AT    | CH    | UK    | US    |
| --------------------- | ------ | ----- | ----- | ----- | ----- |
| Nummer-eins-Singles   | DE1DE  | AT—AT | CH—CH | UK—UK | US—US |
| Top-10-Singles        | DE7DE  | AT1AT | CH3CH | UK—UK | US—US |
| Singles in den Charts | DE31DE | AT3AT | CH3CH | UK—UK | US1US |

|                       | DE     | AT    | CH    | UK    | US    |
| --------------------- | ------ | ----- | ----- | ----- | ----- |
| Nummer-eins-Singles   | DE1DE  | AT—AT | CH—CH | UK1UK | US—US |
| Top-10-Singles        | DE11DE | AT3AT | CH3CH | UK1UK | US—US |
| Singles in den Charts | DE60DE | AT9AT | CH3CH | UK1UK | US3US |

|                       | DE     | AT    | CH    | UK    | US    |
| --------------------- | ------ | ----- | ----- | ----- | ----- |
| Nummer-eins-Singles   | DE1DE  | AT—AT | CH—CH | UK—UK | US—US |
| Top-10-Singles        | DE6DE  | AT1AT | CH3CH | UK—UK | US—US |
| Singles in den Charts | DE27DE | AT3AT | CH4CH | UK—UK | US1US |

### Auszeichnungen für Musikverkäufe
Anmerkung: Auszeichnungen in Ländern aus den Charttabellen bzw. Chartboxen sind in ebendiesen zu finden.
| Land/RegionAuszeichnungen für Musikverkäufe (Land/Region, Auszeichnungen, Verkäufe, Quellen) | Gold     | Platin | Verkäufe  | Quellen         |
| -------------------------------------------------------------------------------------------- | -------- | ------ | --------- | --------------- |
| Deutschland (BVMI)                                                                           | 2× Gold2 | —      | 1.500.000 | Einzelnachweise |
| Insgesamt                                                                                    | 2× Gold2 | —      |           |                 |